# Ред-Рок (тауншип, Миннесота)
Ред-Рок (англ. Red Rock) — тауншип в округе Моуэр, Миннесота, США. На 2000 год его население составило 715 человек.

## География
По данным Бюро переписи населения США площадь тауншипа составляет 91,7 км², из которых 91,7 км² занимает суша, водоёмов нет.

## Демография
По данным переписи населения 2000 года здесь находились 715 человек, 271 домохозяйство и 215 семей. Плотность населения —  7,8 чел./км². На территории тауншипа расположено 286 построек со средней плотностью 3,1 построек на один квадратный километр. Расовый состав населения: 99,58 % белых, 0,14 % афроамериканцев, 0,14 % коренных американцев и 0,14 % приходится на две или более других рас. Испанцы или латиноамериканцы любой расы составляли 0,84 % от популяции тауншипа.
Из 271 домохозяйства в 32,1 % воспитывались дети до 18 лет, в 74,2 % проживали супружеские пары, в 3,7 % проживали незамужние женщины и в 20,3 % домохозяйств проживали несемейные люди. 15,5 % домохозяйств состояли из одного человека, при том 5,5 % из — одиноких пожилых людей старше 65 лет. Средний размер домохозяйства — 2,64, а семьи — 2,96 человека.
24,8 % населения — младше 18 лет, 5,6 % — в возрасте от 18 до 24 лет, 25,9 % — от 25 до 44, 29,7 % — от 45 до 64, и 14,1 % — старше 65 лет. Средний возраст — 42 года. На каждые 100 женщин приходилось 106,6 мужчин. На каждые 100 женщин старше 18 приходилось 102,3 мужчин.
Средний годовой доход домохозяйства составлял 50 455 долларов, а средний годовой доход семьи —  55 833 доллара. Средний доход мужчин —  37 656  долларов, в то время как у женщин — 29 792. Доход на душу населения составил 19 519 долларов. За чертой бедности находились 0,9 % семей и 1,8 % всего населения тауншипа, из которых 8,3 % старше 65 лет.